# Jolanda Čeplak
Jolanda Ceplak (née Jolanda Steblovnik le 12 septembre 1976 à Celje) est une athlète slovène.

## Biographie
Sa carrière internationale débute réellement en 2000 où elle prend la quatrième place des Championnats d'Europe en salle à Gand sur 800 m.
Elle ne parvient pas à réaliser les minimas pour les Jeux olympiques de Sydney, mais est tout de même sélectionnée sur le relais 4 × 400 m avec sa compatriote Brigita Langerholc, quatrième du 800 m lors de ces mêmes jeux.
Elle progresse régulièrement pour atteindre la finale des Championnats du Monde en salle de Lisbonne, en 2001, où elle prend la sixième place.
Auteur d'un excellent 1 min 58 s 71 à Numberg en juin 2001, elle ne parvient pas à rééditer cette performance aux Championnats du Monde d'Edmonton, où elle est éliminée en demi-finale.
2002 sera la saison qui la révèlera au grand public, de façon assez inattendue.
La saison hivernale est dominée par Stephanie Graf l'Autrichienne, qui détient la meilleure performance mondiale de la saison en 1 min 56 s 85, réalisé à Karlsruhe.
Jolanda Ceplack, deuxième de ce 800 m, en 1 min 57 s 24 est déterminé à ne pas laisser le leadership à l'Autrichienne aux Championnats d'Europe en salle à Vienne.
En finale, les deux jeunes femmes se livrent à une bataille acharnée, Ceplack menant toute la course sur un rythme d'enfer (28 s 34 au 200 m, 57 s 34 au 400 m, 1 min 26 s 68 au 600 m).
Graf, portée par son public, reprend les rênes aux 700 m, avant de se faire souffler le titre dans les derniers mètres par la Slovène, qui, grâce à un finish incroyable, bat le record du Monde en salle en 1 min 55 s 82.
La dynamique enclenchée, Ceplack confirme son titre l'été venu, où elle remporte les championnats d'Europe de Munich haut la main, loin devant l'Espagnole Martínez et la Britannique Kelly Holmes.
Blessée et à court de forme lors de l'hiver 2003, elle ne prend qu'une décevante quatrième place aux Championnats du Monde en salle de Birmingham, derrière Maria Mutola, Stephanie Graff et Mayte Martínez.
Elle déclare forfait aux Mondiaux de Paris sur 800 m, mais participe à la finale du 1500 m où elle finit dernière.
Sa saison se solde par un échec à la Finale du Grand Prix du Monaco avec une 7e place loin de ses espérances.
Elle revient en 2004 avec une médaille d'argent aux Championnats du Monde en salle à Budapest, battue par Maria Mutola.
Jolanda Ceplak vit cette défaite de façon amère, dans la mesure où la Mozambicaine l'a bousculée peu avant le dernier tour, et où son finish aurait pu lui permettre de s'adjuger le titre.
Mais la Slovène tiendra sa revanche lors de la finale olympique du 800 m.
Partie prudemment, elle n'est qu'en avant dernière position à 150 m de l'arrivée loin derrière la tête de course, menée par Maria Mutola.
Mais son superbe finish lui apporte une belle médaille de bronze en 1 min 56 s 43 derrière Kelly Holmes et Hasna Benhassi, et devant Maria Mutola, finalement quatrième.
Les saisons 2005 et 2006 seront un véritable fiasco pour elle : éliminée dès les séries aux Europe en salle de Munich, forfait pour les Mondiaux d'Helsinki et dernière de sa demi-finale aux championnats d'Europe de Göteborg, la Slovène a retrouvé un second souffle lors de l'hiver 2007, lorsqu'elle remporte la médaille de bronze de façon courageuse, aux Championnats d'Europe en salle de Birmingham.

## Dopage
Le 18 juin 2007, elle a été contrôlée positive à l'érythropoïétine lors d'un contrôle inopiné à Monaco. L'analyse de l'échantillon B a confirmé la présence d'EPO. 
Au mois de juillet 2007, elle est suspendue durant deux années par l'IAAF et, le 20 novembre 2007 ce contrôle positif est confirmé par la Fédération slovène après l'audition de responsables du contrôle antidopage et de deux experts en biochimie. 

### Jeux olympiques
- Jeux olympiques d'été de 2004 à Athènes  Grèce:
  -  Médaille de bronze sur 800 m.

### Championnats d'Europe
- Championnats d'Europe d'athlétisme 2002 à Munich  Allemagne:
  -  Médaille d'or sur 800 m.

- Championnats d'Europe d'athlétisme en salle 2007 à Birmingham  Royaume-Uni:
  -  Médaille de bronze sur 800 m